# Айсі-Луй-є-Хейдарлу
Айсі-Луй-є-Хейдарлу (перс. عیسی‌لوی حیدرلو) — село в Ірані, входить до складу дехестану Баш-Калах у Центральному бахші шахрестану Урмія провінції Західний Азербайджан.